# Екзорсизъм
Екзорсизъм (на латински: Exorcismus; на гръцки: Εξορκισμός) е практика за изгонване на демони или други зли духове от човек или място, където те съществуват. Практиката съществува от древни времена и се изпълнява и до днес в много страни.
Според християнската традиция хората, практикуващи екзорсизъм, наричани екзорсисти, са обикновено членове на църквата или смятат, че притежават свръхестествени сили и умения. Екзорсистите обикновено използват молитви и заклинания, както и други религиозни способи, като формули, жестове, символи, икони, амулети и др. Обикновено призовават Бог, Иисус Христос или някои ангели или архангели, за да извършат екзорсичния ритуал.
Обикновено обсебените хора не знаят за злото в себе си, нито контролират издаващите го движения. Екзорсистите приемат тази практика повече като лечение, отколкото като наказание. Основните ритуали включват и разказ, който предотвратява агресия от страна на обсебения по време на гоненето на демони.

## История
Концепцията за обсебването от злото и екзорсичните ритуали се корени още в праисторическите шаманистки култове.
Според християнския Нов завет екзорсизмът е сред чудесата, извършени от Иисус. Поради това, демоничното обсебване става част от християнската система на вяра и екзорсизмът и до днес е практика в католицизма, източното православие и някои клонове на протестантството, като например методизма и петдесятната църква. Англиканската църква също има официален екзорсист във всеки диоцез. Докато някои религии практикуват екзорсизъм много рядко, в други той е част от традиционните религиозни церемонии.
След века на Просвещението започва рязко да спада популярността и значението на екзорсизма в повечето религии, особено в Западна Европа. През 20 век той вече можел да се види основно в Източна Европа и Африка, като някои случаи са привличали вниманието и на медиите, като например този с Анализе Михел. Екзорсизмът обикновено се е основавал до познаване на човешката психология и разума. В миналото много от случаите са се дължали на умствени проблеми.
След прожекцията на филма Екзорсистът през 1973, идеята за екзорсизма и обсебването от духове отново става популярна. Тогава много хора в САЩ и Европа, голяма част от които са гледали филма, започват да вярват че са обсебени от духове. Вярата в екзорсизма става много широко разпространен..

## Екзорсизъм в азиатските култури

### В индуизма
Практиката на екзорсизма се проявила още при древните дравиди от юг. От четирите веди (свещените книги на индуизма), Атхарва Веда се отнася за тайни магически ритуали и медицина. Голяма част от ритуалите, описани в тази книга, се отнасят за изгонване на зли демони и духове. Тези култове били най-често практикувани в западна Бенгалия, Ориса и южни области като Керала.
Някои концепции на екзорсизма са мантрата и яйната, използвани в традициите на ведизма и тантрата.

### В Исляма
В исляма демоните се наричат ифрити – в Корана си има специални дуи (молитви) за прогонване на джиновете (духовете, демоните и т.н.)

## Екзорсизъм в християнството

### Иисус Христос
В християнството, екзорсизмът се изпълнява посредством силата на Христос и в Негово име. Основата на тази традиция се открива в евангелията на Матей, Марк и Лука, където се споменава, че последователите на Иисус са длъжни да прогонват злите духове в Негова чест.

### Католицизъм
Според догмите на католическата Църква екзорсизмът е ритуал, но не е причастие. За разлика от тези на причастието, целостта и ефикасността на екзорсизма не зависят от спазването на строго определена форма или последователност от определени действия. Ефикасността му зависи от църковното разрешение за неговото практикуване и от вярата на практикуващия. Въпреки това, католическият екзорсизъм е един от най-организираните ритуали на екзорсизъм.
Ритуалът екзорсизъм се смята за невероятно опасна духовна задача. Целта на ритуала е обладаният от зъл дух човек да възстанови контрол върху своите воля и тяло.

## Екзорсизъм в културата
Екзорсизмът често се среща в различни аспекти от култура, особено в хоръра.
- Между два свята, пиеса от 1914 на Семьон Ански
- Екзорсистът, роман от 1971 на Уилям Питър Блати
- Екзорсистът, филми от 1973 и 2000, екранизации на романа на Уилям Питър Блейти
- Освободена от духове, комедия от 1990, с участието на Линда Блеър и Лесли Нилсен
- Най-големият душ във Вселената, епизод на сериала Саут Парк от 2002
- Kya Dark Lineage, видеоигра от 2003
- Свръхестествено, сериал от 2005
- Константин, филм от 2005, базиран на Hellblazer, комисова поредица на ДиСи Комикс и Вертиго Комикс
- Екзорсизмът на Емили Роуз, филм от 2005, вдъхновен от случая на Анализа Михел
- Реквием, филм от 2006, базиран на случая с Анализа Михел
- Американско обсебване, филм от 2006
- D.Gray-man, аниме серии от 2006 на Хошино Кацура
- Вселяване, предаване на Discovery Channel, показващо реални разкази за обсебване от духове
- Стигмата, филм от 1999
- Проклятието 2, филм от 2006
- Приютът, филм от 2008
- 1920, филм от 2008
- Чиста кръв, сериал от 2008
- Феномени, сериал от 2008
- Обсебване от духове, книга от 2007 на Ейми Улф Сортър
- Момчетата плачат, епизод на Family Guy от 2007
- Michou d'Auber, френски филм от 2007
- Паранормално място, сериал от 2008
- Джон Сейфрън срещу Бог, австралийски документален филм
- Дните на нашия живот, първото снимане на екзорсизъм в сапунена опера, 1995
- Глупости!американски сериал
- Ритуалът, филм, 2011 г.
- Заклинанието (2013)
- Ao no exorcist, аниме сериал 2010 от Kazue Kato